# Jetzt! (Band)
Jetzt! ist eine deutschsprachige Band um den Sänger und Gitarristen Michael Girke aus Herford.
Sie bestand von 1984 bis 1987 mit wechselnder Bandbesetzung und wurde von Girke bis 1989 als Soloprojekt fortgeführt. Erst im Jahr 2019 veröffentlichte die Band ihr erstes reguläres Studioalbum Wie es war.

## Geschichte
Jetzt! wird zu der Szene deutschsprachiger Musik aus Bad Salzuflen um das Plattenlabel Fast Weltweit gezählt, das im Vorfeld der Hamburger Schule einige Singles und Kassettensampler veröffentlichte. Girke ist selbst einer der Mitgründer des Labels. Weitere Vertreter sind Achim Knorr, Bernd Begemann, Frank Spilker, Jochen Distelmeyer und Bernadette La Hengst. Im Unterschied zu diesen beendete Girke Ende der 1980er Jahre zunächst seine Musikkarriere. Das Lied Kommst du mit in den Alltag wurde 1997 von Jochen Distelmeyers Band Blumfeld gecovert.
Im Jahr 2017 erschienen auf der Kompilation Liebe in großen Städten (1984–1988) die Aufnahmen und Demos von Jetzt! erstmals auf CD und Vinyl, neu gemastert von Tom Morgenstern.
Durch die positive Resonanz bestärkt, beschloss Girke, noch einmal ins Studio zu gehen. Am 26. Juli 2019 wurde mit Wie es war das erste reguläre Album auf Tapete Records veröffentlicht. Produziert wurde es von Thomas Wenzel. Der Tagesspiegel bezeichnete Jetzt! daraufhin als die „beste vergessene deutsche Band“.

## Diskografie

### Studioalben
- 2019: Wie es war (Tapete Records)
- 2022: Können Lieder Freunde sein (Tapete Records)

### 7"-Singles
- 1984: Acht Stunden sind kein Tag / Meine stille Generation

### Kassetten
- 1987: ‘87 (Fast Weltweit)
- 1987: Liebe in großen Städten (Fast Weltweit)

### Kompilationen
- 1986: Fast Weltweit präsentiert
- 1988: Der rote Cassetten-Sampler
- 1988: Der blaue Cassetten-Sampler
- 2017: Liebe in großen Städten (1984–1988) (Tapete Records)